# Monika Jagaciak
Monika Jagaciak hay Monika "Jac" Jagaciak được biết nhiều đến nhiều hơn với cái tên "JAC"(Sinh ngày 15 tháng 1 năm 1994) là một người mẫu người Ba Lan.

## Sự nghiệp người mẫu
Sự nghiệp người mẫu của Jac bắt đầu vào năm 2007 khi cô 13 tuổi. Cô ký hợp đồng với công ty người mẫu IMG vào tháng 7 năm 2007, cô xuất hiện trên trang bìa của tạp chí Jalouse của Pháp. Jagaciak trở thành bộ mặt quảng cáo của Hermes cho mùa Thu-Đông 2007 cùng với đàn chị Daria Werbowy, đánh bại hơn 600 ứng cử viên khác. Jac trả lời phỏng vẫn trước khi tham gia chiến dịch quảng cáo rằng" Cô chưa từng nghe gì về Hermes hay nhiếp ảnh gia Peter Lindbergh. Ngay sau đó, vào năm 2008 Jac bắt đầu ra nước ngoài để phát triển sự nghiệp của mình, cô đến Tokyo và ngay lập tức được lên trang bìa ELLE Nhật Bản. Trong tháng 5 năm 2008, Jagaciak lên trang bìa của tạp chí Jalouse Pháp lần thứ 2, tháng 10 năm 2008 Jac lại lên trang bìa của Harper's Bazaar Nhật Bản và tạp chí Spur Nhật. Kể từ đó, Jagaciak thường xuyên được các tạp chí Numéro, Vogue Nhật Bản, Vogue Paris, Vogue Italia, và Teen Vogue phỏng vấn.
Jac bắt đầu diễn ở tuần lễ thời trang New York vào năm 2009 nơi cô là người mở đầu và kết thúc show cho nhãn hiệu Calvin Klein. Từ đó cô đã tham gia show tại Milano, Paris và London. Cô đã từng trình diễn cho Shiatzy Chen, Marc by Marc Jacobs, Prada, Jil Sander, Dolce & Gabbana, Versace, Gucci, Alexander Wang, Armani Privé, Christian Dior, Givenchy, Elie Saab, và Valentino. Cô cũng xuất hiện trong chiến dịch quảng cáo của Valentino cùng với Freja Beha và trong các chiến dịch quảng cáo khác của Chanel, Marc Jacobs cùng với Frida Gustavsson và Ann Kenny vào mùa thu 2010. Lúc này hợp đồng của Jac và Calvin Klein kết thúc, người thay thế cô là Lara Stone. Vào tuần lễ thời trang thu đông 2010/2011 Jac là người mở đầu cho Altuzarra, Calvin Klein, Donna Karan, Ralph Lauren, Aquilano e Rimondi, Etro, Gianfranco Ferré, Salvatore Ferragamo, Versace, Celine, Lanvin và Thierry Mugler và là người kết thúc cho các show Hervé Léger, Ralph Lauren, Aquilano e Rimondi, Gianfranco Ferré, Pucci, Cacharel, Giambattista Valli, Hermès, Nina Ricci và Valentino. Tháng 3 năm 2010, cô xuất hiện trên tạp chí Numéro, tháng 4 và tháng 5 Jac chuoj trình trên tạp chí Vogue Pháp, Ý, Nhật Bản và Numéro, tháng 6 Monika lên trang bìa của Numéro. Tháng 7 năm 2010, cô tham gia tuần lễ thời trang Haute couture và trinhg diễn cho Chanel, Elie Saab, Valentino, Armani Privé và Christian Dior. Tháng 11 cô tham gia chụp hình trên Vogue Pháp cùng nhiếp ảnh gia Mario Sorrenti.
Trong tuần lễ thời trang Haute Couture, Jac tham gia trình diễn cho Christian Dior, Chanel, Elie Saab, Jean Paul Gaultier, Amarni Privé. Tháng 2 và tháng 3 năm 2011 cô tham gia cả trình diễn các show lớn nhỏ ở NewYork, Milan và Paris, tại NewYork Jagaciak là người mở đầu show diễn cho nhãn hiệu Marc by MarcJacob, tại Milan là người kết thúc show của D&G, ngoài ra cô vẫn tham gia các show diễn của nhiều nhãn hiệu như Dolce & Gabbana, Versace, Gucci, Alexander Wang, Christian Dior, Jean Paul Gaultier... Vào tháng 2 năm 2011, cô tham gia chụp hình cho Vogue Mỹ cũng với Julia Saner, Anna de Rijk và Frida Gustavsson. Tiếp tục vào tháng 3 năm 2011 cô chụp hình cho Vogue Mỹ cùng với 2 đàn chị Coco Rocha và Lily Donaldson cùng với diễn viên Daniel Radcliffe.
Khi Jagaciak ký hợp đồng với IMG thì họ đã cho cô biệt danh JAC và bây giờ cô được biết đến với cái tên là Jac nhiều hơn Monika Jagaciak hoặc mọi người có thể gọi cô là Monika "Jac" Jagaciak. Tháng 1 năm 2011 Jac xếp vị trí thứ 8 trong top 50 người mẫu do trang Models.com bình chọn cùng với Miranda Kerr. Vào mùa Xuân- hè 2010, cô đứng thứ 2 trong top 10 First Face do Fasshion TV bình chọn chỉ sau Abbey Lee, Thu-Đông 2010/2011 Jac đứng thứ nhất trong top 10 First face, trong tuần lễ thời trang Xuân-Hè 2011 cô dứng vị trí thứ 6 trong top 10 này. Tuần lễ thời trang thu đông 2011 2012 Jac mở đầu show diwnx cho 3 nhãn hiệu, điều này đã làm cô xếp vị trí thứ 9 trong top 10 first face.
Tháng 7, 2011 tham gia trình diễn cho các nhãn hiệu Christian Dior, Elie Saab, Amarni Privé... trong tuần lễ thời trang Haute Couture thu\đông 2011. Tháng 9 và tháng 10 năm 2011, tham gia trình diễn các show lớn nhỏ tại tuần lễ thời trang New York và Paris như Carolina Herrera, Anna Sui, Christian Dior, Elie Saab, John Galliano, Chanel....
Hiện tại cô xếp vị trí thứ 17 trong bẳng xếp hạng 50 người mẫu do 'Models.com' bình chọn.

## Tranh Cãi
Mặc dù thành công khi còn rất trẻ, nhưng Jac đã gây ra nhiều tranh cãi lớn. Trong năm 2008, ở tuổi 14, cô bị coi là không phù hợp với Tuần lễ thời trang Úc và gây vẫn nộ khi cô mặc một bộ trang phục đánh để dành cho một người mẫu lớn tuổi hơn cô nhiều. Các nhà tổ chức của tuần lễ thời trang Úc đã cấm những người mẫu 16 tuổi tham gia tuần lễ thời trang này. Jac và những người mẫu dưới 16 cho rằng đây là một quyết định không đáng có, cô bình luận rằng:
Tôi đã tham gia một số show, một số nhà báo nhận ra tôi 14 tuổi. Sau đó, lệnh cấm người mẫu dưới 16 tuổi được ban hành. Tôi không nhận ra vụ lộn xộn, tôi trở về nhà và đi học. Đột nhiên, tôi thấy ràng có rất nhiều paparazzi theo sau tôi, mẹ tôi phải chạy theo trên phố để ngăn họ lại. Tất cả những sự việc này đều bắt đầu từ các nhà báo Úc - những người đã bắt đầu vụ tai tiếng.

Mặc dù công việc rất bận rộn, nhưng Jac luôn tôn trọng ý kiến của cha mẹ:"Mỗi lớp chỉ học một năm".

## Cuộc sống cá nhân
Jagaciak được sinh ra ở Poznań, Wielkopolska, Ba Lan. Trong thời gian rảnh cô thích chơi thể thao và vẽ. Jac có một chị gái là Anna Jagaciak, chị của cô là một vận động viên nhảy cao của Ba Lan. Cô có nhiều bạn bè trong giới người mẫu mà phải kể đến là Frida Gustavsson, Karlie Kloss, Lindsey Wixson, Imogen Morris Clarke, Nimue Smit, Sophie Srej, Anna Gushina, Auguste Abeliunaite, Lyndsey Scott, Yulia Leontieva, Samantha Gradoville và Katie Fogarty.